# Johann Jakob Bachofen
Pour les articles homonymes, voir Bachofen.
Johann Jakob Bachofen, né à Bâle le 22 décembre 1815 et mort le 25 novembre 1887 dans la même ville, est un juriste, philologue et sociologue suisse, théoricien du matriarcat.

## Biographie
Bachofen naît en 1815 à Bâle. Sa famille vit dans la ville depuis plus de cent ans de la fabrication de soie. À Bâle, il étudie le grec et le latin, puis à Berlin et à Göttingen l'Antiquité et le droit notamment avec Friedrich Carl von Savigny, le juriste et historien du droit allemand le plus important du siècle.
En tant que fils aîné, il est censé reprendre les affaires de son père, mais il se déclare davantage intéressé par l'Antiquité. En 1841, à l'âge de 26 ans, il devient professeur de droit romain à l'Université de Bâle. En 1842, il est juge à la Cour criminelle et, en 1844, membre du conseil municipal. Il semble avoir un bel avenir devant lui. Mais, usé par des intrigues locales, il abandonne bientôt sa chaire, ce que sa situation financière aisée lui permet. Puis il quitte également le conseil municipal ne partageant pas les vues du libéralisme naissant. En 1865, il épouse Elisabeth Burckhardt, une fille de patricien. Il a cinquante ans, elle vingt. ils auront un seul enfant, un fils.
Ses années d'étude sont marquées notamment par la connaissance des ouvrages de Christian Gottlob Heyne, de Georg Friedrich Creuzer sur les fondements symboliques de la pensée mythique et de Karl Otfried Müller sur les mythes grecs dont Bachofen reprendra l'opposition entre chthonien et olympien.

## Travaux
Bachofen écrit d'abord sur le droit et l'histoire romaine de manière plutôt classique. Mais, en 1859, il publie un essai sur le symbolisme des tombes des anciens. L'ouvrage ternit sa réputation scientifique. Avec son interprétation émotionnelle des anciens mythes et des religions, il veut créer une « brèche dans les murs de granit du réalisme historique ». Ses collègues voient cela comme un « non-sens supérieur ». Il poursuit néanmoins son programme scientifique visant spécifiquement à s'inscrire contre cette historiographie positiviste libérale, en introduisant une compréhension plus spéculative et intuitive.
Sa propre religiosité et son humeur romantique lui permettent de mieux comprendre la vie de l'Antiquité. Les explications de Bachofen sur les tombes de l'Antiquité tardive avec leurs représentations mythologiques et symboliques de la vie et la mort parviennent à jeter une lumière vive sur les craintes et les consolations des hommes de cette époque.
Le refus de la part de ses collègues est total. Ceux-ci considèrent que Bachofen a quitté le sol de la science exacte. Il s'en préoccupe peu et continue ses recherches. Tout en travaillant sur le symbolisme des tombes, il découvre le mythe égyptien d'Isis qui le conduit à élaborer sa théorie d'une domination première du principe féminin avant que celui-ci ne laisse la place au patriarcat.

## Das Mutterrecht
Dans Das Mutterrecht (Le Droit maternel, 1861), il confronte les mythes grecs et les données historiques laissées par les auteurs anciens, dont il déduit, à la suite de Joseph François Lafitau (Mœurs des sauvages Américains comparées aux mœurs des premiers temps) la possibilité qu'aient existé des sociétés de type matriarcal en Grèce antique. Il se fonde essentiellement sur le témoignage d'Hérodote au sujet des pratiques matrilinéaires de Lycie, sur le mythe des Amazones ou encore sur des cultes athéniens dédiés à la Nature.
Les thèses de Johann Jakob Bachofen s'articulent autour de deux grands principes. D'abord, il est un des premiers auteurs à évoquer une domination du principe féminin (« Grande déesse ») dans la religion des premières sociétés humaines : la Déesse est l'incarnation de la vie et de la prospérité. Ainsi, en Grèce antique, le panthéon primitif grec aurait été dominé par des divinités féminines avant que les hommes ne s'emparent du pouvoir religieux — fondant ainsi le patriarcat, établissant en lieu et place du culte de la Déesse les cultes de l'époque classique. L'archéologie a depuis mis au jour de nombreux artefacts préhistoriques témoignant d'un culte des organes génitaux féminins.
Deuxièmement, pour Bachofen, l'époque primitive est l'ère de la « gynocratie du droit maternel », où l'hérédité du pouvoir se transmet de mère en fille. La vie sociale apparaît selon lui dans la promiscuité des temps préhistoriques : seule la maternité peut être prouvée. Au reste, les fonctions respectives des deux sexes dans la procréation et la maternité sont mal connues des primitifs, qui conçoivent une sorte de parthénogenèse relevant du surnaturel, dont le corps de la femme est le dépositaire. Selon l'aspect romantique de la théorie de Bachofen, les femmes se libèrent de la tyrannie des caprices sexuels masculins par le biais du pouvoir de la religion.

## Postérité et réception critique
Bien que très contestée dès sa parution, la thèse eut une influence considérable. Ainsi, un contemporain de Bachofen, Alexis Giraud-Teulon, s'appuyant sur Hérodote, Strabon et Polybe, souscrit en 1867 à l'existence d'une gynocratie chez certains peuples, mais conteste que cette situation « anormale » ait pu aller, sauf cas exceptionnels, jusqu'à une domination féminine dans les affaires de la cité. L'anthropologue américain Lewis Henry Morgan, mélangeant ses propres observations aux interprétations de Bachofen avance notamment dans La Société archaïque (1877) que, chez les Iroquois, l'enfant n'est apparenté qu'à sa famille maternelle, pas avec celle de son père. Friedrich Engels lui consacre de longues pages dans L’origine de la famille, de la propriété privée et de l’État (1884). Nombre d'anthropologues anglo-saxons partisans du darwinisme ou évolutionnisme (anthropologie) culturel ont repris cette hypothèse du matriarcat primitif antérieur aux formes patriarcales des civilisations actuelles mais les archéologues l'ont réfutée empiriquement.
En 1958 encore, Robert Graves (Les Mythes grecs), s'est largement fait l’écho de ce point de vue. Pour l'historien Simon Pembroke, il convient de distinguer système matrilinéaire et gynocratie, et certains aspects des travaux de Bachofen peuvent recevoir d'autres explications ; il conteste aussi que l'existence d'une « autorité sacerdotale » dévolue aux femmes et relevée par Auguste Comte ait pu s'appliquer au cas particulier de Tarente.
Emmanuel Todd, anthropologue et historien assez systématique des formes du ménage, critique chez Bachofen le fantasme de la « gynécocratie », mais il en attribue l’origine à l’idéologie « patriarcale » des anciens Grecs ou des Chinois, de culture patrilinéaire accentuée, qui n’ont su voir dans les régimes plus égalitaires ou indifférenciés que la marque d’une domination féminine (ainsi du mythe des Amazones) destinée à être renversée par leur propre principe. Il analyse dès lors l'erreur bachofenienne en ces termes : « Nous voyons tout au long du Droit maternel comment fonctionne le fantasme matrilinéaire : il se passe de données simples et solides sur le système de parenté ou l’organisation de la vie familiale, pour se jeter dans une interprétation très libre des mythes  qui transforme toute manifestation d’autonomie en domination par les femmes. Ce qui rend la confusion possible, c’est l’ignorance d’un fait très simple pour qui a observé la réalité des sociétés matrilinéaires du présent : le statut de la femme est en réalité plus élevé dans les systèmes de parenté indifférenciés que dans les sociétés matrilinéaires ». Il poursuit en constatant que le régime matrilinéaire, assez rarement constaté, est le plus souvent une réaction défensive à l’organisation patrilinéaire environnante, et ne permet à la femme de conserver un certain statut qu’en perdant beaucoup de l’autonomie « par rapport à ce qu’était sa place dans un monde indifférencié ».
Nolens volens, aujourd'hui, Bachofen est considéré comme l'un des fondateurs de la sociologie, en particulier de la sociologie de la famille, ainsi que du droit comparé et études religieuses comparées. Arnaldo Momigliano a examiné le rôle de Bachofen dans les études religieuses du XIXe siècle. Son domaine de recherche, qui faisait de lui un outsider universitaire, inspire aujourd'hui des sujets de recherche en sociologie et en histoire du droit. 
En plus des régions germanophones et anglophones, l'Italie également hérite du legs de Johann Jakob Bachofen.

## Édition
- J. J. Bachofen, Le Droit Maternel, recherche sur la gynécocratie de l'Antiquité dans sa nature religieuse et juridique, trad. Étienne Barilier, éd. L'Âge d'Homme, 1996, I-LVI + 1390 p.

#### Ouvrages
- Veronica Ciantelli, Bachofen. Aux origines du droit, éditions Michalon, 2019.
- (it) Furio Jesi, Bachofen, Bollati Boringhieri, 2005.

#### Articles, chapitres
- Walter Benjamin, « J. J. Bachofen » (1935), Écrits Français, Gallimard, coll. « Folio Essais », 2003, p. 123-146 ;
- Philippe Borgeaud, Nicole Durisch, Antje Kolde et Grégoire Sommer, La mythologie du matriarcat : l'atelier de Johann Jakob Bachofen, Droz, Genève, 1999, 252 p.  (ISBN 9782600003506)
- Manfred Frank, Le Dieu à venir, leçon III & IV, trad. F. Vatan et V. von Schenck, Actes Sud, coll. « Le génie du philosophe », 1990, pp. 34-38.
- Stella Georgoudi, « Bachofen, le matriarcat et le monde antique. Réflexions sur la création d'un mythe », dans Georges Duby et Michelle Perrot (dir.), Histoire des femmes en Occident, vol. I : Pauline Schmitt-Pantel (dir.), L'Antiquité, Plon, 1991, rééd. Perrin, « Tempus », 2002 ;
- (en) Simon Pembroke, « Last of the Matriarchs: A Study in the Inscriptions of Lycia », Journal of Economic and Social History of the Orient 8 (1965), pp. 217–247,
- (en) Simon Pembroke, « Women in Charge: the Function of Alternatives in Early Greek Tradition and the Ancient Idéa of Matriarchy », Journal of the Warburg and Courtauld Institutes, 30 (1967), pp. 1–35 ;
- Pierre Vidal-Naquet, « L'Enfant grec, le cru et le cuit » et « Les esclaves immortelles d'Athéna Ilias », in Le Chasseur noir. Formes de pensée et formes de société dans le monde grec, La Découverte, coll. « Poche », 2005 (1re édition 1981)  (ISBN 2-7071-4500-9), pp. 177–207 et 249–288.